# Snakes & Arrows Live
| Recensione | Giudizio |
| ---------- | -------- |
| AllMusic   |          |

Snakes & Arrows Live è l'ottavo album dal vivo ufficiale della band canadese Rush, uscita il 14 aprile 2008 nel Regno Unito ed il 15 aprile 2008 nel resto del mondo. 
L'album è un doppio CD contenente l'intera scaletta proposta durante lo Snakes & Arrows Tour, ed è stato registrato all'Ahoy Arena di Rotterdam, nei Paesi Bassi, il 16 ed il 17 ottobre 2007. Da Snakes & Arrows Live sono stati estratti esclusivamente singoli promozionali.
Dalle date olandesi del 16 e 17 ottobre 2007 è stato tratto anche un live video.

## Descrizione
Oltre ai classici della band che vengono sempre riproposti in sede live, come Tom Sawyer o The Spirit of Radio, è interessante notare la presenza di canzoni poco o mai eseguite, come Entre Nous, Circumstances, Digital Man, e la presenza di nove brani tratti da Snakes & Arrows. 
La recensione di Classic Rock pubblicata al momento dell'uscita del disco ribadisce l'abilità dei Rush e definisce l'assolo di batteria eccelso, ma ritiene l'album superfluo, dopo le numerose pubblicazioni di dischi dal vivo del gruppo. All Music giudica i Rush come una grandiosa live band, vitale e creativa, nonostante sia sulla scena da oramai 35 anni; vengono elogiate le prestazioni dei tre componenti e le versioni da concerto dei nuovi brani vengono reputate semplicemente fantastiche.

## Tracce

### Disco 1
1. Limelight - 4:47 (da: Moving Pictures)
2. Digital Man - 6:56 (da: Signals)
3. Entre Nous - 5:18 (da: Permanent Waves)
4. Mission - 5:39 (da: Hold Your Fire)
5. Freewill - 6:01 (da: Permanent Waves)
6. The Main Monkey Business (Lee, Lifeson) - 6:06 (da: Snakes & Arrows)
7. The Larger Bowl - 4:21 (da: Snakes & Arrows)
8. Secret Touch - 7:45 (da: Vapor Trails)
9. Circumstances - 3:46 (da: Hemispheres)
10. Between the Wheels - 6:01 (da: Grace Under Pressure)
11. Dreamline - 5:15 (da: Roll the Bones)
12. Far Cry - 5:20 (da: Snakes & Arrows)
13. Workin' Them Angels - 4:48 (da: Snakes & Arrows)
14. Armor and Sword - 6:56 (da: Snakes & Arrows)

### Disco 2
1. Spindrift - 5:46 (da: Snakes & Arrows)
2. The Way the Wind Blows - 6:24 (da: Snakes & Arrows)
3. Subdivisions - 5:43 (da: Signals)
4. Natural Science - 8:34 (da: Permanent Waves)
5. Witch Hunt - 4:49 (da: Moving Pictures)
6. Malignant Narcissism (Lee, Lifeson) (da: Snakes & Arrows) - De Slagwerker (Drum Solo) (Peart) - 10:42
7. Hope (Lifeson) - 2:21 (da: Snakes & Arrows)
8. Distant Early Warning - 4:53 (da: Grace Under Pressure)
9. The Spirit of Radio - 5:03 (da: Permanent Waves)
10. Tom Sawyer (Lifeson, Lee, Peart, Pye Dubois) - 5:48 (da: Moving Pictures)
11. One Little Victory - 5:26 (da: Vapor Trails)
12. A Passage to Bangkok - 3:57 (da: 2112)
13. YYZ (Lee, Peart) - 5:17 (da: Moving Pictures)

Tutti i brani scritti da Geddy Lee, Alex Lifeson e Neil Peart eccetto dove segnato

## Formazione
- Geddy Lee - basso, tastiere e voce
- Alex Lifeson - chitarra
- Neil Peart - batteria e percussioni

## Classifiche
| Classifica (2008) | Posizione massima |
| ----------------- | ----------------- |
| Stati Uniti       | 18                |

## Principali edizioni e formati
Snakes & Arrows Live è stato pubblicato in varie edizioni e formati; queste le principali:
- 2008, Anthem Records (solo Canada), formato: doppio CD
- 2008, Atlantic Records, formato: doppio CD